# Fredwreck

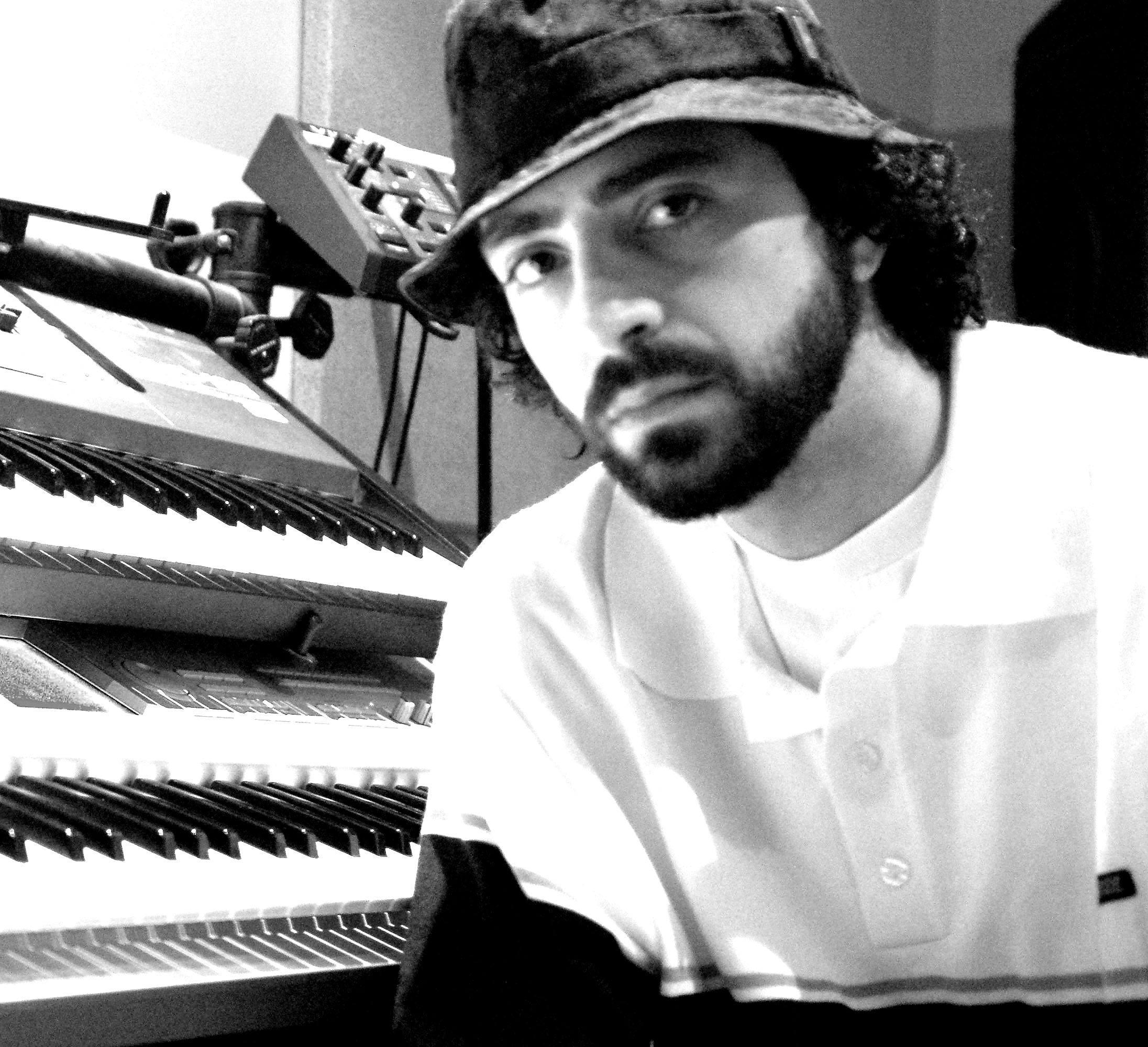
Fredwreck (2007)

Fredwreck, eigentlich Farid Nassar (* 23. Juni 1972 in Flint, Michigan), ist ein US-amerikanischer Hip-Hop-Produzent. Im Alter von 11 Jahren zogen er und seine Eltern (palästinensische Flüchtlinge) nach Kalifornien, wo er schnell in die Breakdance- und DJing-Szene kam. Fredwreck ist auf den Soundtracks zu den Computergames NBA Live und Need for Speed: Underground 2 von EA zu hören. Er ist auch Mitglied der Soul Assassins, einer von DJ Muggs gegründeten Künstlervereinigung.

## Produktionen
- Cypress Hill – Till Death Do Us Part
- Westside Connection – Gangsta Nation
- Xzibit – Get Your Walk On
- Mobb Deep – Have A Party (feat. 50 Cent & Nate Dogg)
- Obie Trice – Follow My Life
- Snoop Dogg – Boss Playa
- D12 – PimpLikeness
- Baby Bash – Pimpin’s There For
- Mack 10 – Step Yo Game Up
- MC Eiht – It’s Automatic
- KRS One – Shudup Ya Face
- Krayzie Bone – Wonderful World
- Kid Frost – Mamacita
- Britney Spears – Ooh Ooh Baby
- The Doors/Snoop Dogg – Riders on the Storm (Remix)
- Everlast – One Two
- Lil’ Kim feat. Snoop Dogg – The Kronik
- Ice Cube – Concrete
- Baby Bash – Pimpin’s There For
- The Game – In The Game
- Loon – Cant Talk To Her